# Giovanni Battista Ercolani
Giovanni Battista Ercolani (ur. 1817, zm. 1883) – włoski lekarz weterynarii, profesor Uniwersytetu Bolońskiego. Założył muzeum anatomii oraz patologii weterynaryjnej w Turynie. Był autorem dzieł z zakresu weterynarii oraz z historii weterynarii.